# Bathmotropie
Als Bathmotropie (von altgriechisch βαϑμός bathmos „Schwelle“ und τρόπος tropos „Wendung, Richtung“) bezeichnet man die Beeinflussung der Reizschwelle oder der Erregbarkeit des Herzens. Unter Reiz- oder Erregungsschwelle wird in der Physiologie die kleinste Stromstärke oder Spannung verstanden, die zur Auslösung eines Aktionspotenzials und damit zur Kontraktion der Herzmuskelzellen führt. Die Erregungsschwelle wird endogen vor allem durch das vegetative Nervensystem reguliert und kann medikamentös durch Arzneistoffe beeinflusst werden. Positive bathmotrope Substanzen wie Adrenalin, Noradrenalin und Herzglykoside senken die Erregungsschwelle, während negativ bathmotrope Substanzen wie Acetylcholin und Lidocain die Erregungsschwelle erhöhen.